# 쇼쇼쇼 (영화)
"쇼쇼쇼"는 2003년에 개봉한 대한민국의 영화이다.

## 캐스팅
- 유준상 : 산해 역
- 박선영 : 윤희 역
- 이선균 : 상철 역
- 안재환 : 동룡 역
- 김세아 : 숙자 역
- 최보은 : 경아 역
- 정은표 : 용만 역
- 조병기 : 동식 역
- 김용건 : 윤희 부 역
- 윤문식 : 상철 부 역
- 차서린 : 맹숙 역
- 송영탁 : 택기 역
- 이정한 : 깜상 역
- 이민호 : 은룡 역
- 이석구 : 동룡 부 역
- 김혜옥 : 산해 모 역
- 오용 : 느끼남 역
- 현숙희 : 동룡 모 역
- 민혜령 : 복래 역
- 신철진 : 동장 역
- 김기천 : 환자복 아저씨 역
- 정우혁 : 어깨 2 역
- 김수현 : 어깨 4 역
- 박철민 : 경찰 역
- 신혜정 : 방직 공장 소녀 역
- 이한위 : 공장반장 역
- 신지수 : 여고생 1 역
- 조훈성 : 사회자 역
- 허참 : 쇼쇼쇼 진행자 역 (특별출연)
- 이윤수 : 여자MC 역 (특별출연)